# Ferme du Breuil
La ferme du Breuil est une ferme située à Unienville, en France.

## Localisation
La ferme est située sur la commune d'Unienville, dans le département français de l'Aube.

## Historique
Bâtisse du XVIe siècle qui était une grange de l'abbaye de Clairvaux.
L'édifice est inscrit au titre des monuments historiques en 1993.